# Gzenaya Al Janoubia
Gzenaya Al Janoubia (franska: Gzenaya Al Janoubia (CR), Gzenaya Al Janoubia (Commune Rurale), arabiska: اكزناية الجنوبية) är en kommun i Marocko.   Den ligger i provinsen Taza och regionen Fès-Meknès, i den nordöstra delen av landet, 270 km öster om huvudstaden Rabat. Antalet invånare är 11 860.